# Ikuo
Ikuo (jap. いくお, イクオ) – męskie imię japońskie.

## Możliwa pisownia
Ikuo można zapisać, używając wielu różnych znaków kanji i może znaczyć m.in.:
- 郁夫, „aromat, mąż”
- 育夫, „edukacja, mąż”
- 郁雄, „aromat, mężczyzna”
- 幾雄, „kilka, mężczyzna”

## Znane osoby
- Ikuo Hirayama (郁夫), japoński malarz nihonga
- Ikuo Matsumoto (育夫), japoński piłkarz
- Ikuo Nishikawa (幾雄), japoński seiyū
- Ikuo Nushiro (郁夫), zwierzchnik autonomicznego Japońskiego Kościoła Prawosławnego
- Ikuo Ōyama (郁夫), japoński polityk
- Ikuo Sekimoto (郁夫), japoński reżyser filmowy i scenarzysta
- Ikuo Takahara (郁夫), japoński piłkarz
- Ikuo Yamahana (郁夫), japoński polityk

## Fikcyjne postacie
- Ikuo Nanasaki (郁夫), postać z anime Amagami SS